# Ingenuino Dallagio
Ingenuino Dallagio, född 16 mars 1910 i Cortina d'Ampezzo, död där 9 juli 1999, var en italiensk vinteridrottare. Han deltog i olympiska spelen 1932 i Lake Placid. I Lake Placid kom han på 16:e plats i backhoppning. I nordisk kombination kom han på 17:e plats.